# Argyrophylax triangulifera
Argyrophylax triangulifera là một loài ruồi trong họ Tachinidae.